# Autostrada A44 (Niemcy)
Autostrada A44 (niem. Bundesautobahn 44 (BAB 44) także Autobahn 44 (A44)) – autostrada w Niemczech biegnąca od granicy z Belgią koło Akwizgranu przez Zagłębie Ruhry do Kassel.
A44 zwana jest również DüBoDo lub Hellweglinie.

## Historia
Plany dotyczące budowy autostrady sięgają czasów przedwojennych. Pierwsze fragmenty oddano do użytku w pierwszej połowie lat 60. koło Kassel i Akwizgranu.
W czasie trwania zimnej wojny pomiędzy węzłami (59) Geseke i (60) Büren przygotowano drogowy odcinek lotniskowy na potrzeby Amerykańskich Sił Powietrznych.
Po upadku Żelaznej kurtyny zaczęto planować przedłużenie autostrady w kierunku Eisenach do A4.
14 października 2005 zamknięto, a następnie zdemontowano fragment pomiędzy węzłami Dreieck Jackerath i Dreieck Holz. Powodem była ekspansja odkrywkowej kopalni węgla brunatnego Garzweiler II. Ruch przeniesiono na poszerzoną do sześciu pasów A61. Po zakończeniu wydobycia odbudowano brakujący odcinek i oddano go do użytku latem 2018 roku.
| Początek odcinka           | Koniec odcinka              | Długość | Data otwarcia |
| -------------------------- | --------------------------- | ------- | ------------- |
| Kreuz Kassel-West          | Dreieck Kassel-Süd          | 3 km    | 1962          |
| Aachen-Brand               | Kreuz Aachen                | 8 km    | 1963          |
| granica z Belgią           | Aachen-Brand                | 4 km    | 1964          |
| Zierenberg                 | Kreuz Kassel-West           | 14 km   | 1968          |
| Breuna                     | Zierenberg                  | 11 km   | 1970          |
| Diemelstadt                | Breuna                      | 17 km   | 1971          |
| Mönchengladbach-Neuwerk    | Kreuz Neersen               | 2 km    | 1972          |
| Neersen                    | Münchheide                  | 2 km    | 1972          |
| Kreuz Dortmund/Unna        | Soest-Ost                   | 39 km   | 1972          |
| Kreuz Wünnenberg/Haaren    | Diemelstadt                 | 24 km   | 1972          |
| Alsdorf                    | Dreieck Jackerath           | 31 km   | 1975          |
| Soest-Ost                  | Kreuz Wünnenberg/Haaren     | 38 km   | 1975          |
| Osterath                   | Kreuz Meerbusch             | 4 km    | 1976          |
| Dreieck Holz               | Mönchengladbach-Odenkirchen | 4 km    | 1977          |
| Kreuz Neersen              | Neersen                     | 1 km    | 1977          |
| Düsseldorf-Reichswaldallee | Ratingen-Schwarzbach        | 3 km    | 1979          |
| Münchheide                 | Krefeld-Forstwald           | 2 km    | 1983          |
| Ratingen-Schwarzbach       | Ratingen-Ost                | 1 km    | 1983          |
| Düsseldorf-Messe           | Düsseldorf-Stockum          | 2 km    | 1985          |
| Heiligenhaus-Hetterscheid  | Dreieck Velbert-Nord        | 2 km    | 1985          |
| Dreieck Velbert-Nord       | Velbert-Langenberg          | 3 km    | 1989          |
| Krefeld-Forstwald          | Osterath                    | 6 km    | 1990          |
| Kreuz Düsseldorf-Nord      | Düsseldorf-Reichswaldallee  | 3 km    | 1991          |
| Ratingen-Ost               | Kreuz Ratingen-Ost          | 1 km    | 1992          |
| Düsseldorf-Stockum         | Kreuz Düsseldorf-Nord       | 5 km    | 1992          |
| Lank-Latum                 | Düsseldorf-Messe            | 6 km    | 03.06.2002    |
| Hessisch Lichtenau-Mitte   | Hessisch Lichtenau-Ost      | 4 km    | 06.10.2005    |
| Langenberg                 | Essen-Kupferdreh            | 3 km    | 05.12.2005    |
| Essen-Kupferdreh           | Essen-Heisingen             | 3 km    | 01.01.2010    |
| Hessisch Lichtenau-West    | Hessich Lichtenau-Mitte     | 2 km    | 24.07.2014    |
| Heiligenhaus               | Heiligenhaus-Hetterscheidt  | 5 km    | 13.04.2018    |
| Hessisch Lichtenau-Ost     | Waldkappel                  | 11 km   | 13.04.2018    |
| Kreuz Jackerath            | Kreuz Holz (odbudowa)       | 10 km   | 01.07.2018    |
| Helsa-Ost                  | Hessisch Lichtenau-West     | 6 km    | 07.10.2022    |

## Odcinki międzynarodowe
Arteria znajduje się w ciągu dwóch tras europejskich – E40 i E331, do połowy lat 80. pokrywała się z drogą międzynarodową E63.

### Obecne
| Trasa europejska | Przebieg                                           |
| ---------------- | -------------------------------------------------- |
| E40              | granica z Belgią – (4) Kreuz Aachen                |
| E331             | (52) Kreuz Dortmund/Unna – (70) Dreieck Kassel-Süd |

### Historyczne
| Trasa europejska | Przebieg              |
| ---------------- | --------------------- |
| E63              | Werl – Soest – Kassel |